# Eugen Kvaternik

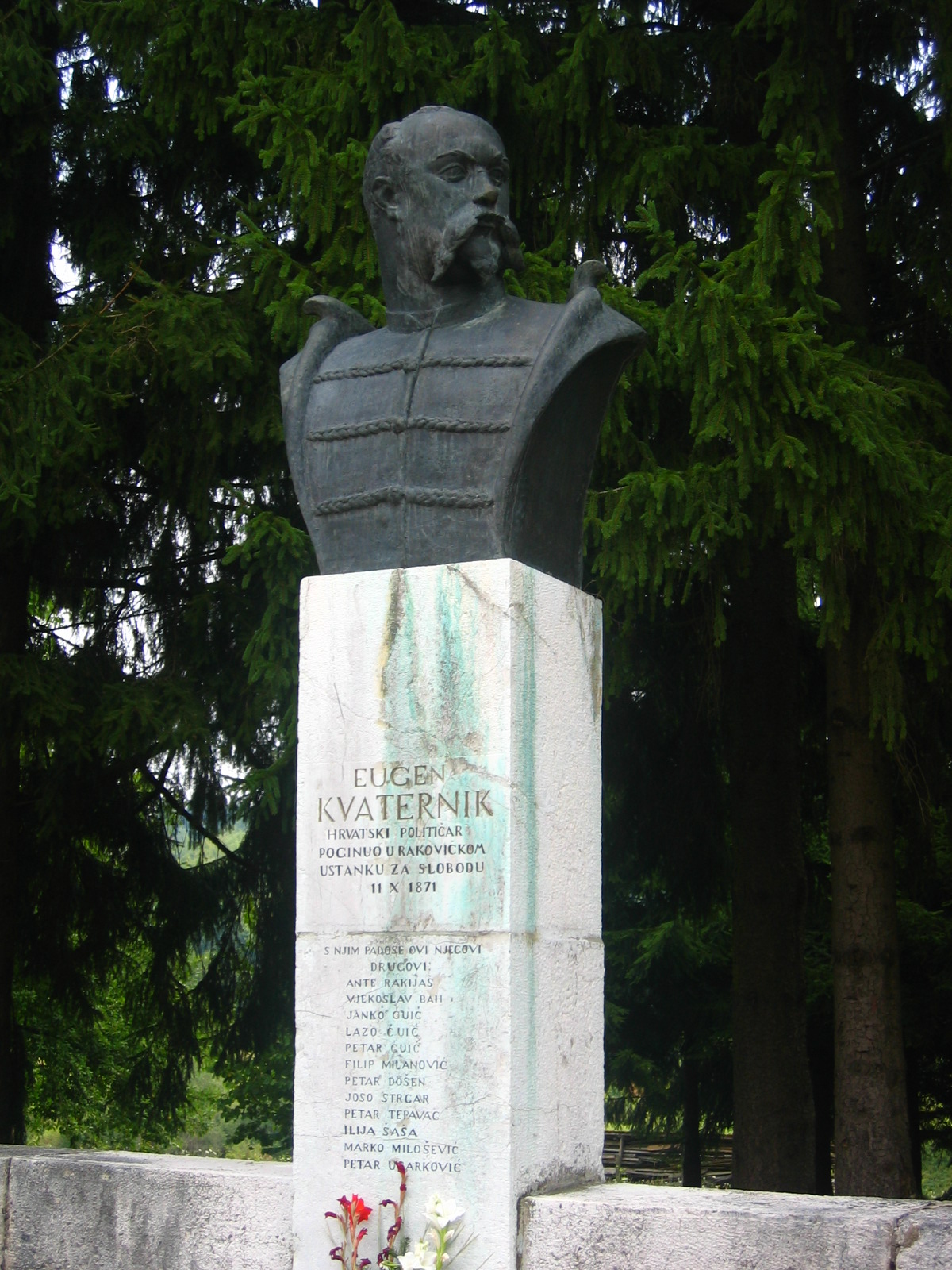
Byst av Eugen Kvaternik i Rakovica.

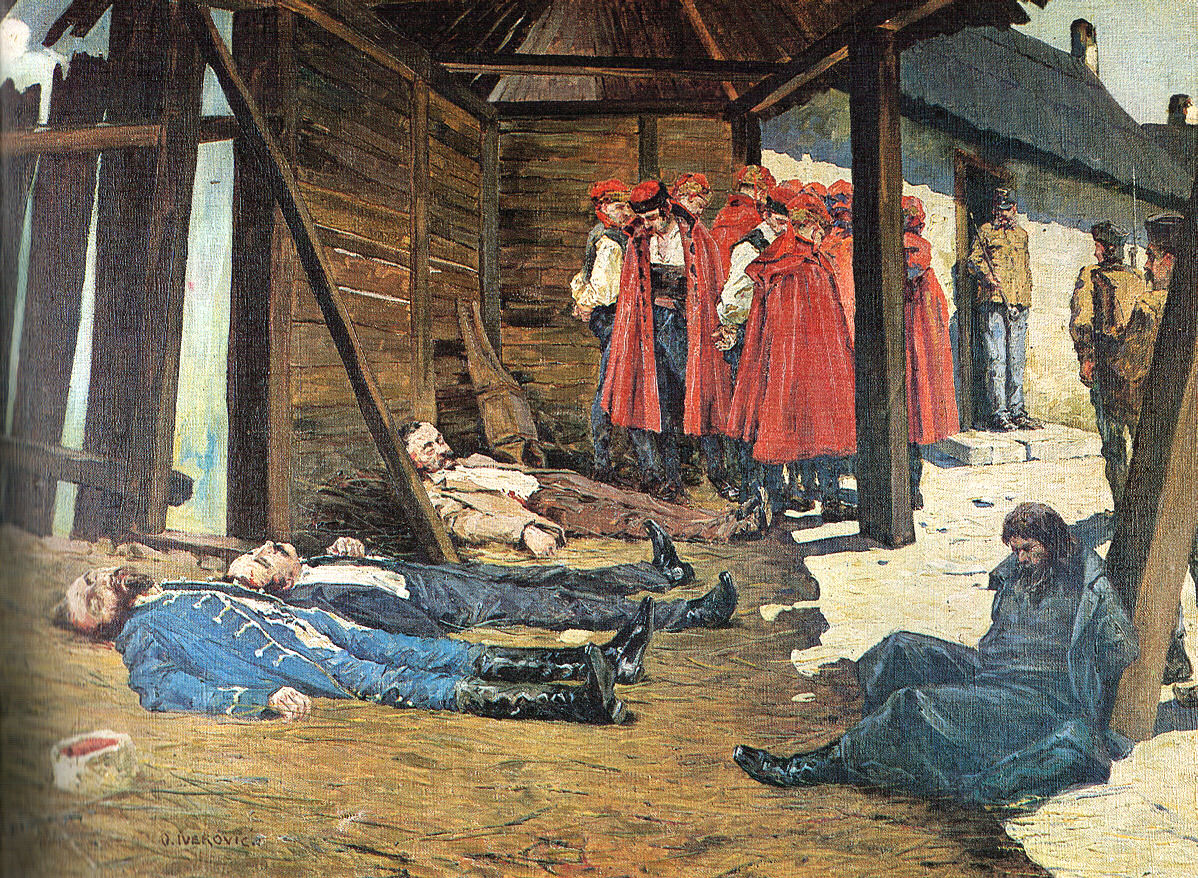
Massakern i Rakovica (Eugen Kvaterniks död) av Oton Iveković

Eugen Kvaternik, född 1825 i Zagreb, Kroatien, Kejsardömet Österrike, död 1871 i Rakovica, Kroatien, Österrike-Ungern, var en kroatisk politiker 
Tillsammans med Ante Starčević grundade Kvaternik Rättspartiet (kroatiska: Stranka prava) . Kvaternik var även upprorsledare i Rakovicaupproret då han övergav partipolitiken och ville nå snabba reformer då kroaterna reste sig mot Österrike-Ungern. Kvaternik dödades då nationella trupper slog ner upproret .
Idag finns flera monument av Kvaternik i Kroatien, däribland i Rakovica och ett torg har uppkallats efter honom i Zagreb.